# Bård Nesjekonge
Bård Nesjekonge también Bård Dubre y Bård Ljótsson Hvite (apodado el Blanco, 938-996) fue un caudillo vikingo de Bardstad (Barstad) y último monarca del reino de Romsdal. Gobernaba sobre Strandarvik (Barstadvik), Godøy y Hundeidvik. Su apodo Nesjekonge se debía a su tendencia a navegar largos trayectos marítimos.
Su padre fue Ljot Þoresson av Møre, un hijo de Tore Teiande.

## Herencia
Fue padre de Torstein blåfot Bårdsson y del jarl Eilif Bårdsson; también abuelo de Orm Eilivsson, un influyente noble en la corte de Harald Hardrada y el único que ostentó el título de «jarl de Noruega». Su estirpe aparece detallada en la crónica Sunnmørsættleggen, una obra genealógica de los clanes familiares medievales de Sunnmøre escrita hacia 1350.